# Azazel (Supernatural)
Azazel és un personatge fictici de la sèrie Supernatural. És el principal antagonista de les dues primeres temporades, després que els protagonistes els germans Sam i Dean Winchester descobreixen que és el dimoni culpable de la mort de la seva mare, Mary Winchester.

## Participació del personatge
És un dimoni extremadament poderós i intel·ligent, i és un dels principals antagonistes de la sèrie, a més de ser el principal responsable que John Winchester es convertís en un Caçador i que entrenés als seus fills per a la mateixa labor.

### Els Nens Especials
Aquest dimoni posseeix plans a gran escala pel que fa al món mortal, plans que inclouen l'aparició dels "Nens Especials", nois que tenen enormes poders psíquics gràcies a ser alimentats amb la seva pròpia sang.
Sam i Dean descobreixen que els atacs d'Azazel segueixen un patró fix: l'atac ocorre quan un nen "especial" compleix sis mesos d'edat. Aquestes morts van ser resultats de tractes fets deu anys abans. Azazel mai demana a canvi l'ànima a les seves víctimes, només demana permís per poder entrar a les seves cases a "buscar alguna cosa", i promet que ningú sortirà ferit sempre que no sigui interromput.
Aquests nens aparentment van ser escollits especialment per ser els oficials de l'exèrcit infernal de Azazel. Aquests nois són alimentats amb la seva sang en una ocasió especial, deu anys després d'haver-se forjat un contracte infernal entre les seves mares i ells. Les mares dels Nens Especials generalment són assassinades de la mateixa forma: clavades en el sostre i incinerades. La mort de l'esposa de John Winchester és el primer nus de la sèrie, i és la raó que mou els fils de la història.
Aquest és el cas de Sam i la seva mare Mary Winchester, i en Max Miller i la seva mare. Mary fa el tracte 10 anys enrere per salvar la vida de John i per acabar la seva vida com a caçadora. El dimoni va dir que Mary era la seva favorita. No obstant això el patró es trenca en algunes ocasions, com quan Azazel mata a la núvia de Sam, Jessica, suposadament a causa que impedia el desenvolupament de les habilitats de Sam, i en el cas d'Andy Gallagher i el seu germà bessó Ansem Weems, que van ser adoptats. La mare adoptiva d'Andy va ser assassinada quan ell va complir sis mesos, per interrompre, però la de Ansem no.

### Els Fills de Azazel
Azazel, com a dimoni, tenia "dos fills". Aquests "nens" són dimonis als quals ell aprecia molt, i que apareixen en la sèrie com antagonistes. Una d'ells va posseir a Meg Masters, i es converteix en una de les principals antagonistes de la primera temporada de la sèrie. Ella segueix fidelment les ordres del seu pare, i intenta detenir als germans Winchester i al seu pare de la cacera. Azazel utilitza a Meg com la seva bruixa particular, per invocar dimonis i atreure'ls cap a la família. Quan Dean intenta matar a un d'ells, Azazel el qüestiona preguntant-li el perquè un dimoni no podria tenir família.

### Aparicions
En l'episodi All Hell Breaks Loose Part I, Azazel se li apareix a Sam en un somni. El dimoni l'informa a Sam que es troba en una competència contra els seus altres "nens especials". Azazel li diu a Sam que és el seu favorit, i li mostra una visió de la nit en què ho va visitar: en ella veu com Azazel sagna en la seva boca, i també com mata a Mary, ja que es trobava "en el lloc equivocat al moment equivocat". El creador de la sèrie Eric Kripke va afirmar que la relació de Mary amb Azazel seria mostrada en la tercera temporada, però es va postergar fins a la quarta a causa de la vaga de guionistes.
Cronològicament, l'última aparició de Azazel és en l'episodi All Hell Breaks Loose Part II, on se li apareix a Jake en un somni dient-li que és l'últim supervivent. Jake amenaça amb matar a Azazel amb la Colt, però decideix obeir-lo quan el dimoni amenaça amb matar a la seva família. Azazel li ordena a Jake a entrar en un cementiri on es troba una porta a l'infern protegida per un parany del diable gegantesca. La porta només pot ser oberta amb la Colt.
L'horda de dimonis que escapa trenca el parany del diable permetent-li a Azazel entrar al cementiri. Allí se li apareix a Dean, que intenta matar-lo amb la Colt. No obstant això, Azazel telequineticamente el deté i fa que colpegi violentament contra el terra.
L'objectiu final d'Azazel, la qual cosa ell va anomenar la seva "Fi del joc" era una mica més que deslligar un exèrcit de dimonis i la cerca d'un humà per guiar-los. Ell, no obstant això, va aconseguir cobrir les seves pistes prou bé com per mantenir-ho ocult fins i tot dels àngels.
La seva "Fi del joc" va ser revelat en l'episodi final de la quarta temporada. Azazel troba la ubicació del "segell final" en un convent de monges. En posseir a un sacerdot, les assassina, perquè Llucifer li parli a través d'un cos d'una, dient-li com alliberar-lo.

## Característiques
Té dues formes recognoscibles: com un fum negre quan no posseeix a ningú, i l'aspecte de la persona quan posseeix a algú, encara que amb ulls completament grocs.

### Poders i habilitats
Com un dimoni, Azazel és immaterial i té la capacitat de posseir a éssers humans i a altres criatures sobrenaturals. A partir de la segona temporada, presa un hoste primari, encara que també posseeix a uns altres sempre que té la necessitat.
Una setmana abans d'un atac d'Azazel, l'àrea geogràfica on això succeirà té morts massives de bestiar, tempestes elèctriques i fluctuacions de temperatura. La seva presència fa que els rellotges es detinguin i que els artefactes elèctrics es tornin bojos.
Azazel: 
- Possessió: fins i tot amb éssers sobrenaturals
- Alta resistència en combat
- Telequinesis avançada
- Absorció
- Biokinesis avançada
- Pirokinesis avançada
- Invulnerabilidad:sal, aigua beneïda, ferro, ganivet de ruby, toc angelical, exorcismes.
- Distorsió de Realitat
- Teletransportación
- Caminar entre els somnis
- Manipulació del temps
- Curació
- Electrokinesis avançada
- Manipulació de la memòria
- Percepció sobrenatural
- Control dels gossos de l'infern (Hellhounds)
- Invisibilitat
- Lectura d'ànima
- Autoritat per fer tractes
- Abrumación sobrenatural
- Terrakinesis avançada
- Thermokinesis avançada
- Lum Blanca

Tot l'àmbit dels seus poders era desconegut, i només és identificable quan mostra els seus ulls grocs.

### Febleses
- La Colt.
- La primera daga (amb la marca de Caín).
- Els Arcàngels.
- Bombes per a dimonis.
- Cavallers de l'Infern.